# Bint
La bint (in arabo ﺑﻨﺖ‎?, abbr. bt.) è l'espressione in lingua araba per "figlia di", femminile di ibn.
Come ibn, è un nasab che segna pertanto il legame di filiazione, entrando a far parte della complessa onomastica araba classica.  Normalmente si usa abbreviare la parola in bt.